# Ceratozamia tenuis
Ceratozamia tenuis — вид саговникоподібних з родини замієвих (Zamiaceae). Місцем проживання цього виду є Мексика (Веракрус).